# Genealogia rodu Rohan
Rohan – znana francuska rodzina wicehrabiowska, która w późniejszym czasie zdobyła tytuły hrabiów i książąt.

## Genealogia rodu Rohan

### Wicehrabiowie Porhoët
1. Guethenoc, wicehrabia de Porhoët 1008–1021; ∞ Allarum
  1. Joscelin, wicehrabia Bretanii i de Rennes (1048; † 1074)
    1. Mainguy, biskup Wannes
    2. Odon I., wicehrabia de Porhoët i de Rennes1066–1092; ∞ I Emma z Léonu († 1092); ∞ II NN
      1. Godfryd, wicehrabia de Porhoët († 1142); ∞ Havise
        1. Odon de Porhoet, hrabia de Porhoët, 1148–1156 książę Bretanii († 1168); ∞ 1147 Berta de Cornouaille († 1158/64), wdowa po księciu Conanie III, po śmierci drugiego męża jej mężem został Alan Bretoński, 1. hrabia Richmond,
          1. Odon III., hrabia de Porhoët († 1234)
            1. Matylda, wicehrabina de Porhoët; ∞ Godfryd, hrabia de Fougères
            2. Eleonora, Dama de La Chèze; ∞ Alain V. de Rohan, Wicehrabia de Rohan († 1242)
            3. Joanna; ∞ Olivier de Montauban
            4. Aleja (1201 † 1235); ∞ 1201 Guy VI. de Mauvoisin (1200 † wohl 1211)

        2. Alain I. de La Ceoche (de La Zouche) (1172; † 1190); ∞ Alicja de Beaumetz córka Filipa i Mahaut Le Meschin – Potomstwo htabiowie La Zouche w Anglii, linia wymarła w 1799
        3. Amicie; ∞ Wilhelm I. de Montfort

      2. Joscelin, wicehrabia de Porhoët 1105–1124
      3. Alain I de Rohan, wicehrabia de Castelnoec († 1128); ∞ Villane

### Wcehrabiowie Rohan
1. Alain I. de Rohan († 1128), wicehrabia de Castelnoec; ∞ Villane
  1. Alain II. de Rohan († 1168), wicehrabia de Rohan i de Castelnoec, pan de Guémené-sur-Scorff i de Guingamp
    1. Alain III. de Rohan († 1195), wicehrabia de Rohan; ∞ Konstancja Bretońska († 1184), córka Alana księcia Bretanii
      1. Alain IV. de Rohan († 1205), wicehrabia de Rohan, pan de Guéméné; ∞ Mabila de Fougères
        1. Godfryd I. de Rohan († 1221), wicehrabia de Rohan; ∞ Małgorzata, córka Ranulfa de Blondeville, 4 hrabiego Chester i Konstancji Bretońskiej, księżnej Bretanii; ∞ II Gerwiza de Vitré, pani de Dinan, wicehrabina de Dinan, córka Anana pana na Dinan i Konstancji de Fougères, wdowy po Juelu I, panu na Mayenne, siostrzeńca Ryszarda Marshala, 3. hrabiego Pembroke († 1234)
        2. Conan († vor 1221)
        3. Olivier I. de Rohan († 1228), 1221 wicehrabia de Rohan
        4. Alain V. de Rohan († 1242), 1228 wicehrabia de Rohan; ∞ Eleonora de Porhoët, Dama de La Chèze, córka Hrabiego Odona III
          1. Alain VI. de Rohan († 1304), od 1242 wicehrabia de Rohan; ∞I Isabela de Correc († 1266); ∞ II Tomasza de la Roche-Bernard († 1304)
            1. Alain († 1299); ∞ (1288) Agnieszka d’Avaugour, cókra Henryka pana na Goëllo i Marii de Brienne
            2. Godfryd († 1303); ∞ Katarzyna de Clisson
            3. Joscelin I. de Rohan (1299; † 1306)
            4. Olivier II. de Rohan († 1326), wicehrabia de Rohan; ∞ I Aliette de Rochefort, córka Tybalda, hrabiego de Rochefort; ∞ II Joanna de Léon, córka Hervé, pana de Noyon-sur-Andelle
              1. (I) Alain VII. de Rohan (X 1352), wicehrabia de Rohan; ∞ Joanna de Rostrenen († 1371), córks Piotra de Rostrenen
                1. Jan I. de Rohan, 1352 wicehrabia de Rohan ∞ I Joanna de Léon († 1372), bratanica Hervé, pana de Léon; ∞ II Joanna de Navarre († 1403), córka Filipa d’Évreux, Króla Nawarry
                  1. Alain VIII. de Rohan († 1429), wicehrabia de Rohan, pan de Léon; ∞ Beatrycze de Clisson, 1407 wicehrabina de Porhoët, córka Oliviera V. de Clisson, Konetabla Francji i Katarzyny de Laval
                    1. Alain IX. de Rohan († 1462), wicehrabia de Rohan i de Léon, hrabia de Porhoët; ∞ I Małgorzata Bretońska, Dama de Guillac († 1428), córka Jana V, księcia Bretanii; ∞ II Maria Lotaryńska († 1455), córka Antoniego Vaudémont, hrabiego Vaudémont; ∞ III Petronella de Maillé, córka Hardouina
                      1. (I) Alain (X 1449), hrabia de Porhoët; ∞ Jolanta de Laval († 1487), córka Guya XII hrabiego de Laval, dziedziczka Harcourt, hrabstwaTancarville i księstwa Longueville
                      2. (I) Joanna († nach 1459); ∞ Franciszek pan na Rieux, hrabia d’Harcourt († 1458)
                      3. (I) Małgorzata († 1497); ∞ Jan Orleański, hrabia d’Angoulême († 1467)
                      4. (I) Katarzyna; ∞ I Jakub de Dinan, pan de Beaumanoir († 1444); ∞ II Jan d’Albret, hrabia de Tartas († 1468)
                      5. (I) Beatrycze
                      6. (II) Jan II. de Rohan († 1516), wicehrabia de Rohan i de Léon, hrabia de Porhoët; ∞ Maria Bretońska († 1506/11), córka Franciszka I., księcia Bretanii
                        1. Franciszek (X 1488)
                        2. Jan de Rohan († 1505)
                        3. Jakub I. († 1527), wicehrabia de Rohan i de Léon, hrabia de Porhoët; ∞ I Franciszka de Rohan, córka von Ludwika III. de Rohan, pana de Guéméné; ∞ II Franciszka de Daillon, córka Jana II, pana du Lude, dziedziczka Joachima de Goyon de Matignon, hrabiego de Thorigny
                        4. Jerzy († 1502)
                        5. Klaudiusz († 1540), biskup von Quimper
                        6. Anna († 1529); ∞ Piotr II. de Rohan, pan de Frontenay (X 1525)
                        7. Maria(† 1542); ∞ Ludwik IV. de Rohan, pan de Guéméné i de Montbazon († 1527)

                      7. (II) Katarzyna; ∞ René de Keradreux († vor 1479)
                      8. (III) Piotr († 1489), pan de Pontchâteau i de Quintin; ∞ I Joanna du Perrier, hrabina de Quintin († nach 1480), córka Tristana du Perrier, hrabiergo de Quintin; ∞ II Joanna de Daillon; ∞ III Joanna de La Chapelle
                      9. Ludwik, plorentariusz apostolski
                      10. Franciszek
                      11. Antoni
                      12. Magdalena, zakonnica w Fontevrault
                      13. Anna, zakonnica w Fontevrault
                      14. Izabela

                  2. (I) Edward († 1415); ∞ Małgorzata de Chateaubriant, córka Jana
                    1. (I) Ludwika, Dama de Léon; ∞ I Patryk III., pan de Châteaugiron (X 1427); ∞ II Jan de Rostrenen,pan de Coetdor i de la Chesnaye

                  3. (I) Joanna; ∞ Wilhelm, pan de Saint-Gilles
                  4. (I) Małgorzata; ∞ Jan Botherel-Quintin
                  5. (I) Joanna(1407), Dama de Noyon; ∞ I Robert d’Alencon, hrabia du Perche, ∞ II Piotr II. d’Amboise, książę de Thouars,
                  6. (I) Guy
                  7. (II) Karol I. de Rohan († 1438), pan de Guéméné; ∞ Katarzyna Du Guesclin († 1461), córka Bertranda Du Guesclin, pana La Morelière – Potomstwo ród de Rohan-Guéméné

                2. Piotr
                3. Małgorzata(1406); ∞ 1356 Jan IV., pan de Beaumanoir; ∞ II Olivier V. de Clisson, konetabl Francji

              2. (I) Olivier (X 1347)
              3. (II) Godfryd de Rohan († 1374/75), biskup wannes a od 1372 biskup Saint-Brieuc
              4. (II) Tybald (1366)
              5. (II) Joscelin de Rohan († 1388), biskup Saint-Malo

            5. Guiart (1299)
            6. Eon, pan du Gué-de-l’Isle; ∞ Aliette de Coetlogon – Potomstwo hrabiowie Gué-de-l’Isle i Poulduc, linia wymarła w 1797
            7. Jakub; ∞ Pérrone
            8. Joanna; ∞ um 1308 Piotr de Kergorlay († 1313)
            9. Beatrycze; ∞ Jan de Beaumanoir, pan de Merdrignal
            10. Joanna; ∞ Hervé de Léon

          2. Godfryd, 1272 pan de Noial, de Plélauff, de Lescoet, de Langoelan i de Saint-Thelo
          3. Vilaine; ∞ Ryszard, pan de la Roche-Jagu
          4. Filipa; ∞ Henryk d’Avaugour, pan de Goello
          5. Mabile; ∞ 1251 Robert, pan de Beaumetz
          6. Tyfania; ∞ Godfryd II, pan de Lanvaux

        5. Helojza
        6. Katarzyna; ∞ I Godfryd, pan de Hennebont; ∞ II Raoul Niel, pan de La Muce

      2. Wilhelm (1184–1203)
      3. Joscelin, pan de Montfort i de Noial, 1213 wicehrabia de Rohan († 1251); ∞ Mahaut de Montfort, wdowa po Wilhelmie de Montfort-Laval, dziedzicu dóbr swych wujów Joscelina de La Roche-Bernard i Alaina de Montauban
      4. Małgorzata
      5. Alicja
      6. Konstancja; ∞ Eudon de Pontefélau

  2. Joscelin,

### Linia Rohan-Gié
1. Piotr I. de Rohan († 1513), pan de Gié, du Vergier, de Ham, hrabia de Marle, 1476 Marszałek Francji, od 1485 książę; ∞ I Franciszka de Penhoet, córka Wilhelma hrabiego de Penhoet, wicehrabiego de Fronsac i Franciszki de Maillé; ∞ II Małgorzata d’Armagnac, od 1503 5. księżna de Nemours, hrabina de Guise († 1503), córka Jakuba d’Armagnac, 2. księcia de Nemours, hrabiego de La Marche,
  1. Karol de Rohan-Gié († 1528), pan de Gié, wicehrabia de Fronsac, hrabia de Guise od 1526, hrabia d’Orbec od 1526; ∞ I 1504 Szarlotta d’Armagnac, od 1503 księżna de Nemours i hrabina de Guise († 1504), córka Jakuba d’Armagnac, 2. księcia de Nemours, hrabiego de La Marche; ∞ II Joanna Sanseverino, córka Bernarda Sanseverino, 3. księcia di Bisignano i Eleonory (Dianory) Todeschini Piccolomini
    1. (II) Franciszek († 1559), pan de Gié, wicehrabia de Fronsac, hrabia de Guise; ∞ I Katarzyna de Silly, hrabina de Rochefort, córka Karola de Silly i Filipy von Saarbrücken-Commercy; ∞ II Renata de Rohan, córka Ludwika V. de Rohan, pana de Guémené, dziedziczka René de Laval, pana de Loué († 1562), siostrzenica Jana de Laval, markiza de Nesle, hrabiego de Joigny i de Maillé († 1576)
      1. (I) Eleonora (* 1539), hrabina de Rochefort; ∞ Ludwik VI. de Rohan, książę de Guéméné, hrabia de Montbazon († 1611)
      2. (I) Jakuba, Dama de Gié († 1578); ∞ Franciszek de Balsac, pan d’Entragues († 1613)
      3. (I) Franciszka Diana († 1585), Dama de Gillebourg; ∞ Franciszek de Maillé de la Tour-Landry, hrabia de Châteauroux († 1598)

    2. (II) Klaudia Dama de Thoury, kochanka króla Franciszek I; ∞ I 1537 Klaudiusz I. de Beauvilliers, hrabia de St-Aignan († 1540); ∞ II Julian de Clermont, baron de Thoury
    3. (II) Jacqueline († 1587); ∞ Franciszek Orleański, markiz de Rothelin i wicehrabia de Melun († 1548)

  2. Franciszek († 1536), opat Saint-Aubin w Angers, od 1501 arcybiskup Lyonu
    1. Jerzy, ksiądz w Saint-Eloi w Angers († 1546)

  3. Piotr II. (X 1525), pan de Frontenay, de La Marche i de Gié, wicehrabia de Carentan; ∞ Anna de Rohan († 1529), córka Jana II. de Rohan, wicehrabiego de Rohan
    1. René I. de Rohan (X 1522), wicehrabia de Rohan, hrabia de Porhoët, markiz de Blain; ∞ 1534 Izabela d’Albret, córka Jana d’Albret, króla Nawarry
      1. Franciszka († 1591), 1580 księżna de Loudon, Dama de La Garnache i de Beaurevoir-sur-Mer; ∞ Franciszek Lesfelle, pan de Guébriand
      2. Henryk I. de Rohan (* 1535; † 1575), wicehrabia de Rohan, hrabia de Porhoët, 1. książę krwi Nawarry; ∞ Franciszka de Tournemine († 1609), córka René, pana de La Hunaudaye
        1. Judyta (* 1567; † 1575)

      3. Jan, Seigneur de Frontenay; ∞ Diana de Barbançon-Cany, córka Michała, pana de Cany
      4. Ludwik, baron de Gié
      5. René II. de Rohan († 1586), 1575 wicehrabia de Rohan, hrabia de Porhoët książę de Léon; ∞ Katarzyna de Parthenay († 1631), córka Jana Arcybiskupa de Parthenay, pan de Soubise, wdowa po Karolu Quélenec, baronie du Pont
        1. Katarzyna (* 1578; † 1607); ∞ Jan II, Herzog von Zweibrücken, Pfalzgraf bei Rhein († 1635)
        2. Henryk II. de Rohan (* 1579; X 1639), od 1603 książę de Rohan, Par Francji; ∞ Małgorzata de Béthune († 1660),córka Maximilien de Béthune de Sully
          1. Małgorzata (* 1616/17; † 1684), 1639 księżna de Rohan i de Frontenay, 4. księżna de Léon, księżna de Soubise, hrabina de Porhoët, markiza de Blain i de La Garnache, hrabina de Lorges, od 1648 Par Francji; ∞ Henryk Chabot, 1648 książę de Rohan, Par Francji († 1655),

        3. René (* 1581; † 1581/82)
        4. Benjamin de Rohan-Soubise (* 1583; † 1641), id 1626 książę de Frontenay, pan de Soubise
        5. Anna († 1646)
        6. Henrietta († 1629)